# 지안 고구려유적공원
지안 고구려유적공원(集安高句麗遺蹟公園)은 중국 지린성 지안시에 있는 역사유적 공원이다.
2004년에 지안시의 고구려 유적이 유네스코 세계문화유산으로 등재된 것을 기념해 조성되었다. 고구려의 유적들을 발굴, 보존하는 동시에 시민들의 휴식 공간으로서의 역할도 하고 있다.